# Совет ливанских женщин
Совет ливанских женщин (англ. Lebanese Women's Council, LWC) — женская организация на Ближнем Востоке.
Совет был основан в 1952 году и служил головной организацией ливанского женского движения.

## Создание
В 1946 году Сирийско-ливанский женский союз раскололся на «Союз ливанских женщин» (англ. Lebanese Women's Union) и «Ассоциацию солидарности христианских женщин» (англ. Christian Women's Solidarity Association), которые, в свою очередь, создали «Совет ливанских женщин» путем слияния в 1952 году. В настоящее время в совете состоят 150 женских организаций.

## Кампании
Совет ливанских женщин провел успешную кампанию в поддержку избирательного права женщин в Ливане. Во время тура, известного как «Неделя женщин», активистки совета посетили разные части страны, чтобы заручиться общественной поддержкой избирательного права женщин; а затем представить положительный результат политическим кандидатам.
Кампания прошла успешно, и избирательное право женщин было введено в Ливане в 1953 году и в городской совет Бейрута были избраны три женщины. а Эмили Фарес Ибрагим стала первой женщиной-кандидатом в депутаты.
Совет также успешно провёл кампанию за равные права наследования для женщин-христианок в 1959 году, за сохранение гражданства женщины при вступлении в брак с иностранцем в 1960 году и за право замужней женщины путешествовать без письменного разрешения мужа в 1974 году.